# Karl Kröger (Politiker)
Karl Kröger (* 18. April 1901 in Obernbeck; † 22. Juni 1970) war ein deutscher Politiker und ehemaliger Landtagsabgeordneter (SPD).

## Leben und Beruf
Nach dem Besuch der Volksschule war Kröger als Zigarrenarbeiter, Bergmann und Dreher beschäftigt. Der SPD gehörte Kröger seit 1920 und der Gewerkschaft seit 1919 an. Er war in verschiedenen Parteigremien tätig.

## Abgeordneter
Vom 13. Juli 1954 bis zum 23. Juli 1966 war Kröger Mitglied des Landtags des Landes Nordrhein-Westfalen. Er wurde jeweils im Wahlkreis 142 Herford-Land-Ost direkt gewählt. Zeitweise war er Mitglied des Gemeinderates der Gemeinde Obernbeck und Mitglied der Amtsvertretung des Amtes Löhne.